# Flyglobespan

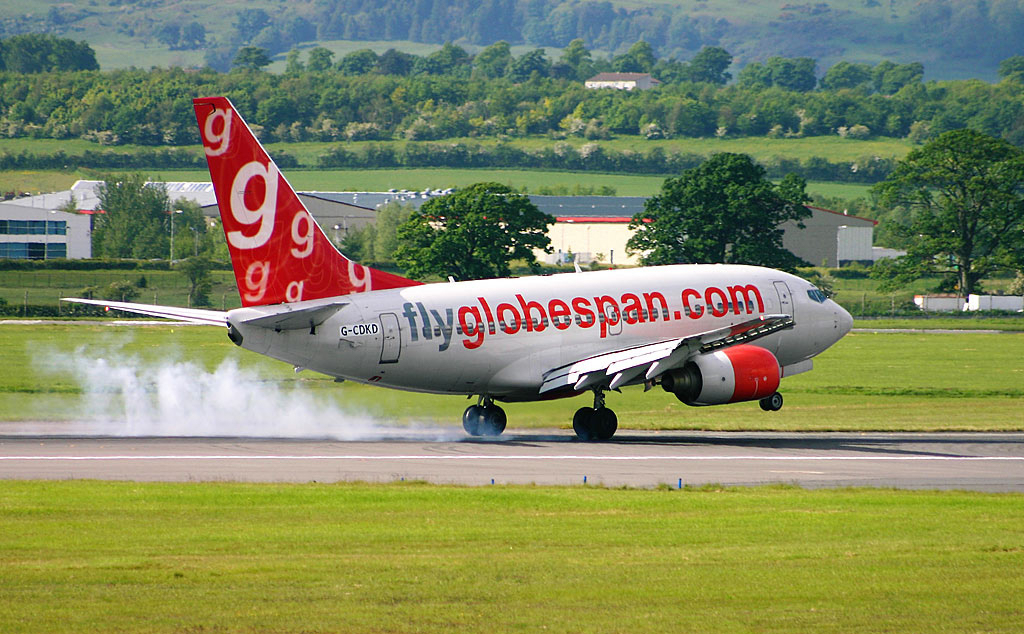
Boeing 737 v barvách společnosti

Flyglobespan byla nízkonákladová letecká společnost se sídlem ve městě skotském městě Edinburgh. Společnost vznikla v roce 2002 a zajišťovala leteckou přepravu z celkem devíti letišť ve Spojeném království, včetně Glasgow a letiště v Edinburghu do 24 destinací v Evropě, Severní Ameriky a Afriky a mezi nimi. Flyglobespan byla ve své době největší skotskou leteckou společností. Firma se dostala do krachu 16. prosince 2009.
Z důvodu nucené správy zrušila společnost Flyglobespan všechny své pravidelné lety. Dne 14. prosince 2010 byla na společnost vyhlášena likvidace.

## Krach
Dne 16. prosince 2009 přišly tiskové agentury se zprávou o krachu této společnosti, která zaměstnávala na 800 lidí. Správce společnosti zrušil všechny lety a o cca 4000 zákazníků, kteří se ocitli mimo domov se postará Britský úřad civilního letectví, s tím, že jim zajistí přepravu zpět do vlasti. Konkurenční easyJet a Ryanair nabídli zákazníkům speciální snížení cen letenek pro návrat do vlasti.